# 4368 Pillmore
4368 Pillmore је астероид главног астероидног појаса са пречником од приближно 20,93 .
Афел астероида је на удаљености од 3,232 астрономских јединица (АЈ) од Сунца, а перихел на 3,133 АЈ.
Ексцентрицитет орбите износи 0,015, инклинација (нагиб) орбите у односу на раван еклиптике 20,958 степени, а орбитални период износи 2074,128 дана (5,678 година).
Апсолутна магнитуда астероида је 11,30 а геометријски албедо 0,121.
Астероид је откривен 5. маја 1981. године.